# Пауэлл (остров)
Остров Пауэлл (англ. Powell Island) — небольшой остров в архипелаге Южные Оркнейские острова. Размеры острова приблизительно 11 на 3 километра, наивысшая точка 594 метра над уровнем моря. Остров находится между островами Коронейшен и Лори, от которых отделён проливами Льютуэйт и Вашингтон. Южная часть острова вместе с рядом расположенными островами Микельсен, Фредриксен и Грей имеет статус особой орнитологической территории.

## История
Остров был открыт в декабре 1821 года капитанами промысловых судов британцем Джорджем Пауэллом и американцем Натаниэлем Палмером, открывшими архипелаг Южные Оркнейские острова. Назван именем одного из первооткрывателей.
Первыми исследовавшими остров были сотрудники исследовательской миссии RRS Discovery II в 1933 году. В 1957 и 1964—1965 годах тщательные геологические, топографические, физиографические и пр. исследования провели A. Хоскинс (англ.  A. K. Hoskins) и К. Холмс (англ.  K. D. Holmes).

## Ландшафт
Рельеф острова гористый, высшая точка острова расположена в его северной части, относительные высоты понижаются в направлении с севера на юг. Значительная часть острова покрыта ледниками, пронизанными выступающими на 90-120 метров скалами.

## Население
Постоянного населения на острове нет.